# رولا سفر
رولا سفر هي أحد الطبيبات البحرينيات الذين هرعوا إلى الساحة للمساعدة في علاج المصابين عندما تفجرت المظاهرات في دوار اللؤلؤة في قلب حي الأعمال بالعاصمة البحرينية المنامة؛ ليتم توقيفها بعد ذلك واتهامها بتحريض المتظاهرين. كما أنها تدير قسم الطوارئ في كلية العلوم الطبية، كما أنها ترأس جمعية مهن التمريض وقد نجحت على التغلب على سرطان الثدي.